# Fabrica de gaz Hasanpaşa
Fabrica de gaz Hasanpaşa (în turcă Hasanpaşa Gazhanesi, cunoscută și sub numele Kadıköy Gazhanesi sau Kurbağalıdere Gazhanesi), în prezent Muzeul Fabricii de gaz (în turcă Müze Gazhane), a fost o fabrică de gaz⁠(d) destinată producerii gazului de huilă⁠(d) în Istanbul, Turcia. Construită în 1892, ea a fost reamenajată în 2021 într-un centru de artă și cultură și muzeu de tehnologie.

## Istorie

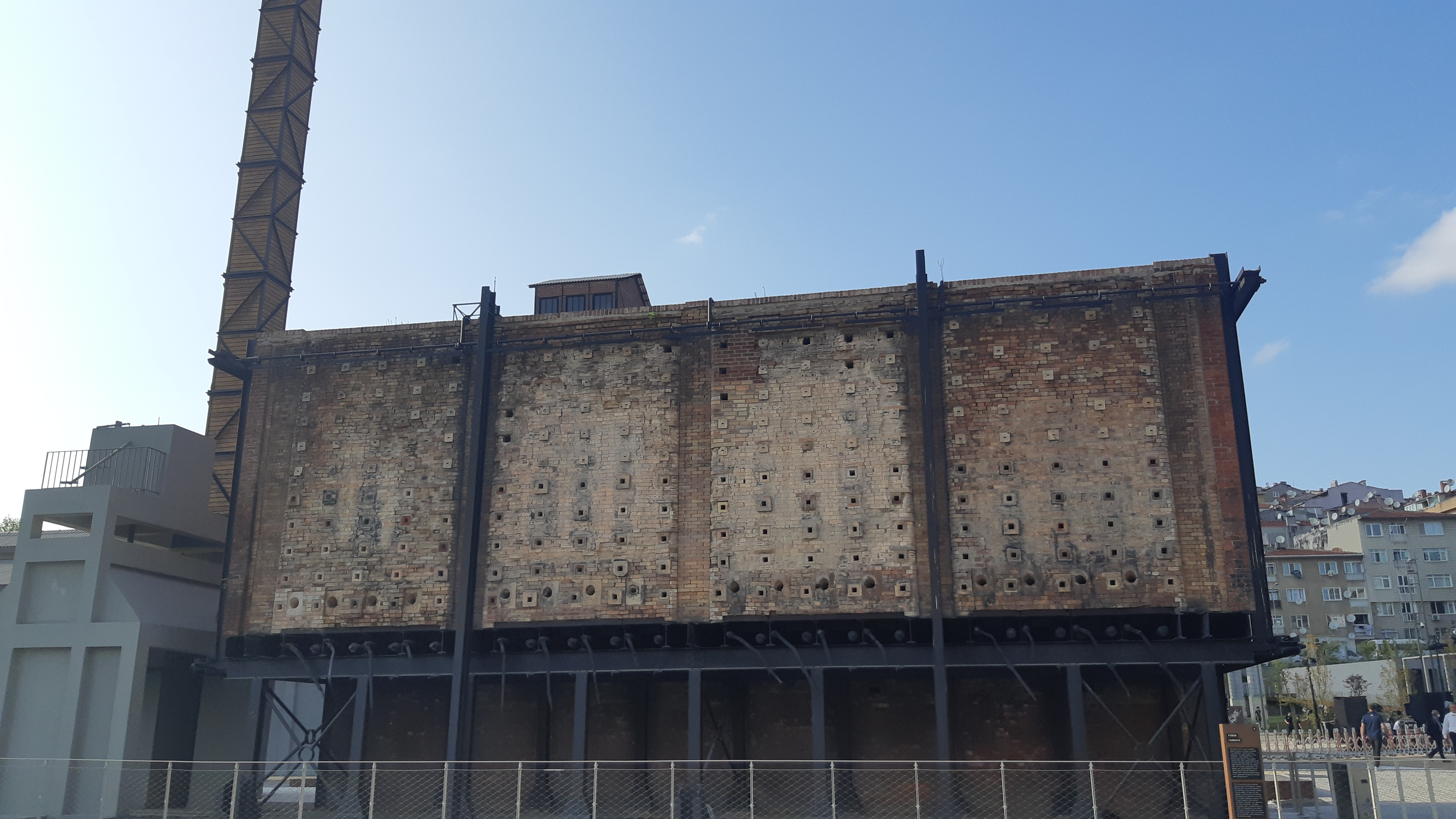
Cuptorul de cocs al fabricii

Fabrica de gaz Hasanpaşa, în prezent Muzeul Fabricii de gaz (în turcă Müze Gazhane), este situată la str. Kurbağalıdere 125 în cartierul Hasanpaşa din districtul Kadıköy⁠(d), Istanbul, Turcia.
A fost construită în 1892 în Imperiul Otoman, pentru a livra gaz de huilă⁠(d) și energie electrică în partea anatoliană a Istanbulului. La acea vreme, în Istanbul funcționau patru fabrici de gaz: Hasanpaşa, Dolmabahçe, Yedikule⁠(d) și Kuzguncuk⁠(d). Partea anatoliană a Istanbulului era iluminată încă din anii 1860 cu gaz furnizat de fabrica Kuzguncuk. Cu timpul, a apărut necesitatea unei noi fabrici de gaz. La 28 iulie 1891, o companie otomană de profil a obținut o concesiune de 50 de ani pentru deservirea districtelor Kadıköy⁠(d), Üsküdar⁠(d) și a părții anatoliene cu energie electrică și încălzire pe bază de gaz de huilă. Acordul a fost semnat între inginerul Anatoli Barcil, reprezentant al industriașului metalurgic din Paris Charles Georges, și primarul Rıdvan Paşa, reprezantant al statului otoman. Arhitectul-antreprenor Guglielmo Semprini a început construcția fabricii de gaz la 1 august 1891. Fabrica a intrat în funcțiune în 1892, fiind administrată de „Üsküdar-Kadıköy Gaz Şirket-i Tenviriyesi” („Compania de Gaz și Iluminare Üsküdar-Kadıköy”). Întreprinderea este situată aproape de pârâul Kurbağalıdere din Kadıköy; materia primă era adusă peste pârâu, transportată la fabrică pe calea ferată și transformată în gaz de huilă. Fabrica, numită inițial „Fabrica de gaz Kurbağalıdere” sau „Fabrica de gaz Kadıköy”, a fost numită în cele din urmă „Fabrica de gaz Hasanpaşa” datorită amplasării sale.
Fabrica de gaz a funcționat încontinuu până la Primul Război Mondial. Producția sa de gaz a fost întreruptă de câteva ori pentru perioade scurte în timpul răzbioului și după acesta. Când era penurie de cărbune, erau arși sâmburi de măsline pentru a preveni întreruperea alimentării cu gaz. În octombrie 1924, la un an de la întemeierea Republicii, guvernul turc a prelungit contractul de concesiune cu „Compania de gaz Üsküdar-Kadıköy” pentru încă 50 de ani. Acordul a fost semnat de primarul Emin din partea guvernului și de membrul consiliului companiei, Arif Hilmet. Compania administratoare a Fabricii de gaz Yedikule a achiziționat „Üsküdar-Kadıköy” în 1926 și și-a continuat activitatea sub numele „İstanbul Havagazı ve Elektrik Teşebbüsatı Sanaiye Türk Anonim Şirketi” („Întreprinderea Industrială de Gaz și Electricitate din Istanbul”).
Între 1938 și 1944, Fabrica Kadıköy a continuat să activeze independent, iar din 1945 până în 1993 a fost sub administrarea „Istanbul Elektrik, Tramvay ve Tüne Şirketi” (IETT; „Compania de Electricitate, Tramvai și Funicular din Istanbul”).
Fabrica de gaze și-a încetat activitatea la 13 iunie 1993 din cauza scăderii cererii de gaz de huilă ca urmare a adoptării gazului natural.

## Reamenajare
După închiderea fabricii de gaz, terenul său a fost folosit de către İETT ca depozit, garaj, teren de casare a automobilelor, gunoiște și depozit de cărbune. În 1994, s-a purces la demolarea structurilor industriale, însă acest proces a fost oprit după protestul locuitorilor cu sprijinul organizațiilor neguvernamentale. Fosta fabrică de gaz a fost declarată obiectiv protejat.
În 1996 a fost fondată organizația non-profit „Gazhane Çevre Gönüllüleri” („Voluntarii de mediu ai fabricii de gaz”), care în 1998 s-a transformat într-o cooperativă. Voluntarii au solicitat transformarea fabricii de gaze într-un centru cultural. Pe teritoriul acesteia au fost organizate opt festivaluri până în 2009. Acestea constau în expoziții, concerte de muzică, spectacole de dans și teatru.
Universitatea Tehnică din Istanbul⁠(d) (İTÜ) a pregătit un proiect de restaurare între 1998 și 2001. După aprobarea proiectului de către Consiliul de Conservare în 2014, Municipalitatea Metropolitană din Istanbul a lansat o licitație la 8 ianuarie a aceluiași an. Responsabil pentru supravegherea proiectului a fost Departamentul de Istorie a Arhitecturii și Restaurare de la Facultatea de Arhitectură a İTÜ.
Lucrările de renovare au început la 7 martie 2014 și au fost finalizate în 2021, cu o întârziere de doi ani.

## Muzeul Fabricii de gaz
Noul centru de cultură și arte din Istanbul a fost deschis la 9 iulie 2021, sub numele „Müze Gazhane” („Muzeul Fabricii de gaz”). Este un muzeu de știință și tehnologie cu o secțiune de expoziții de desene animate. Muzeul acoperă o suprafață de 30000 m2. Este compus dintr-o bibliotecă cu aproximativ 10.000 de cărți, două săli de teatru, una cu o capacitate de 300 de locuri și cealaltă cu 130 de locuri, cantină, restaurant și zone sociale. Biblioteca poartă numele lui Afife Batur, șeful proiectului de restaurare.

## Galerie de imagini

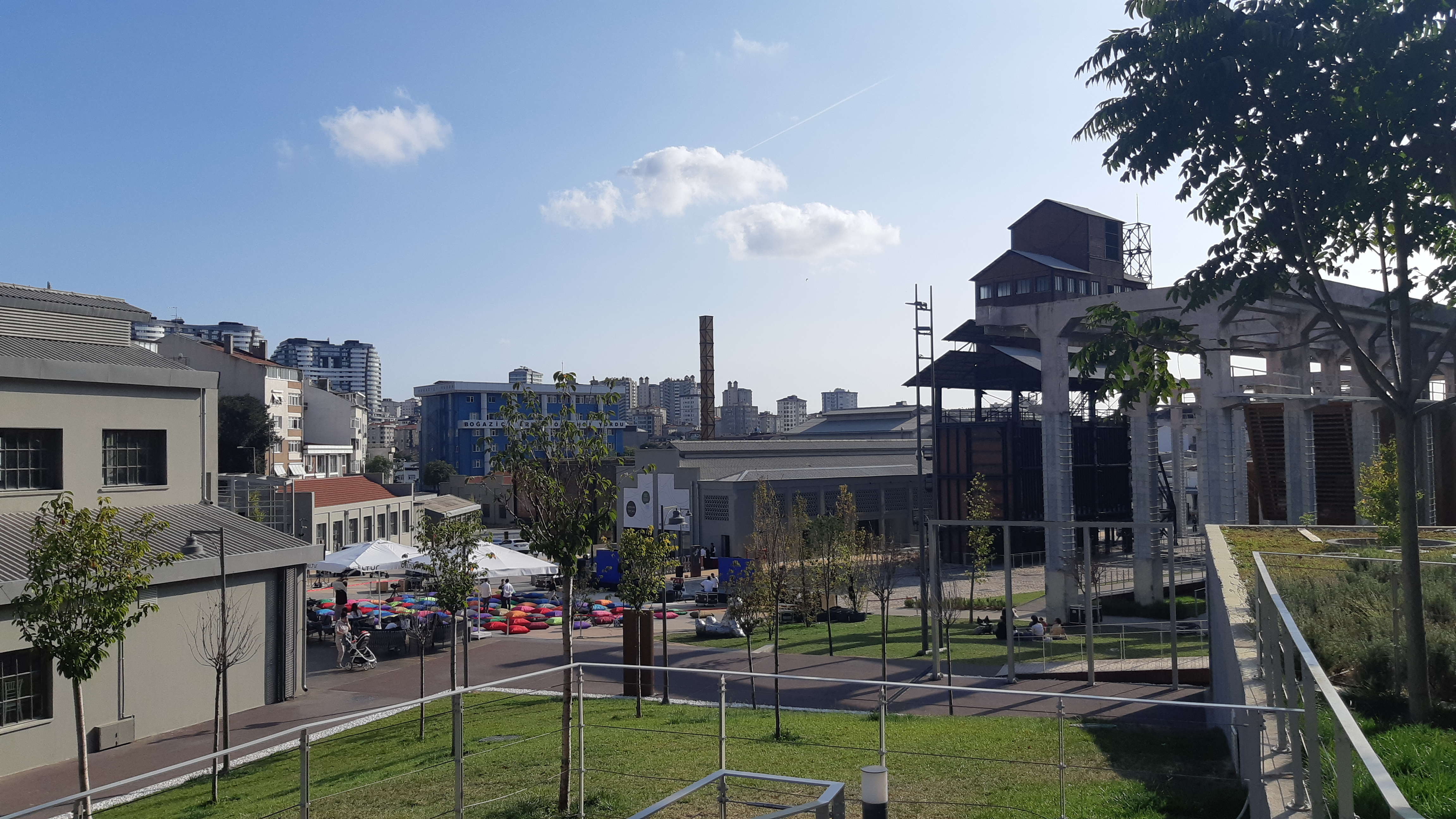
Vedere generală a teritoriului
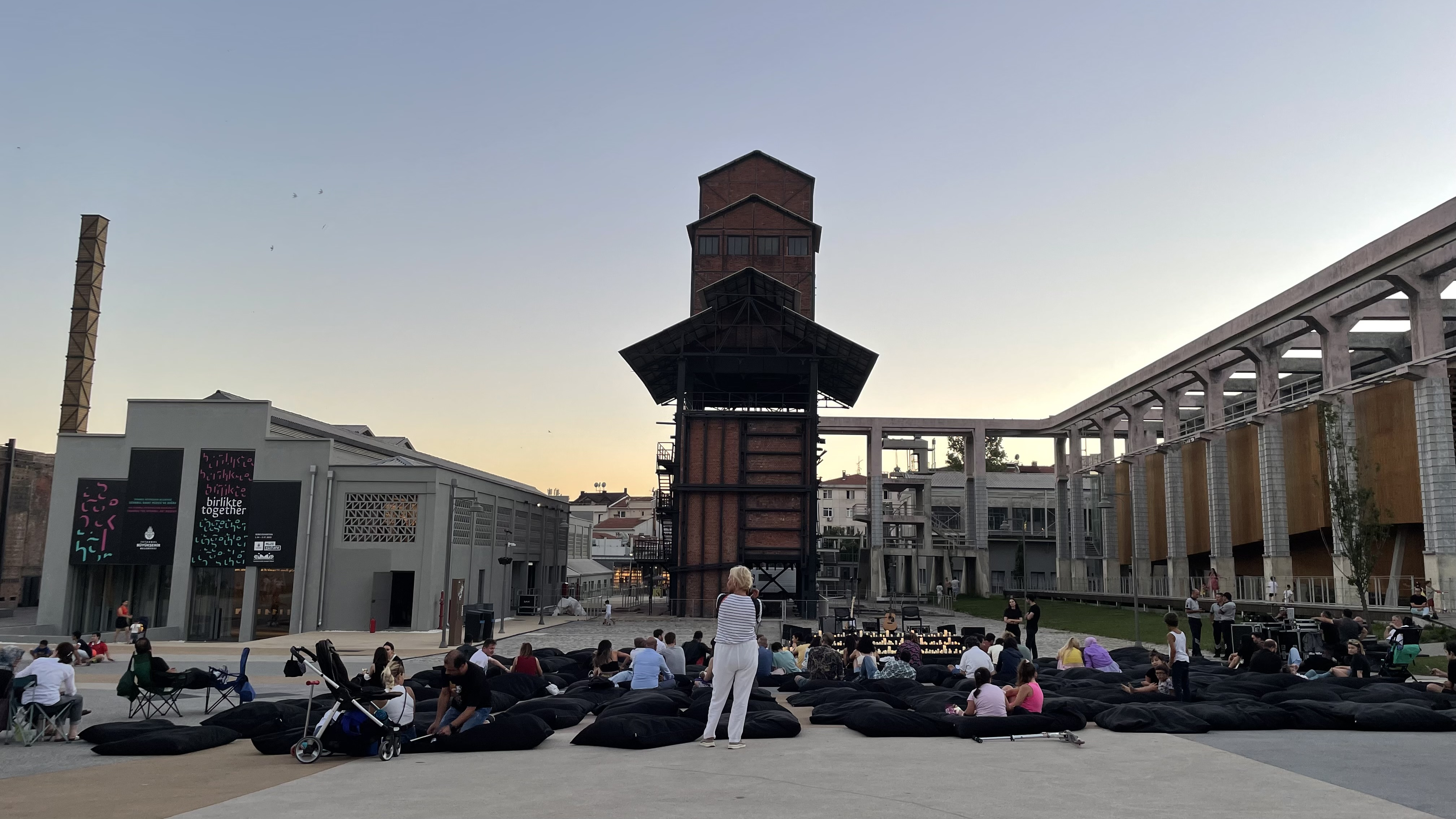
Concert în aer liber în interiorul complexului
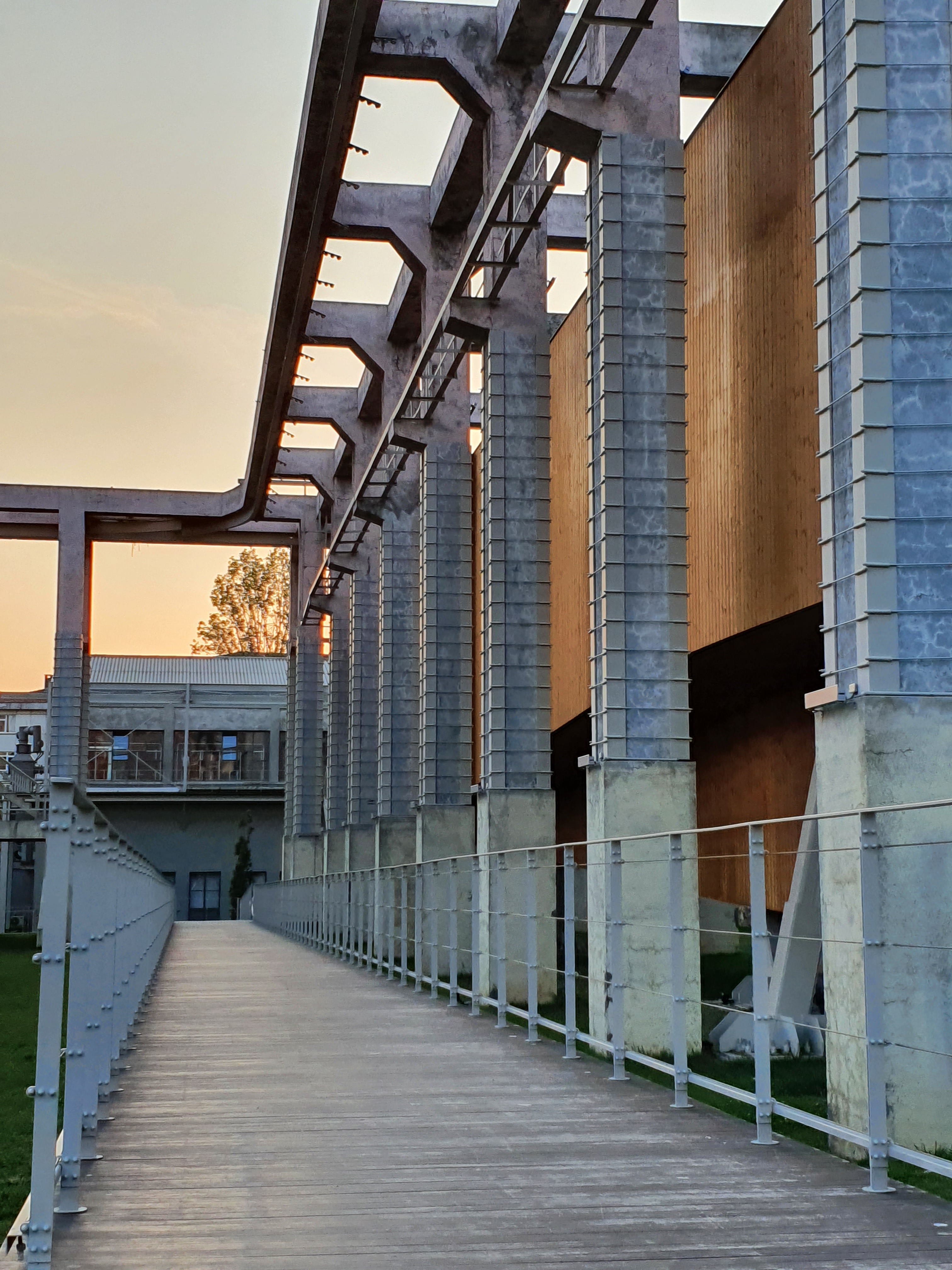
Fabrica de gaz
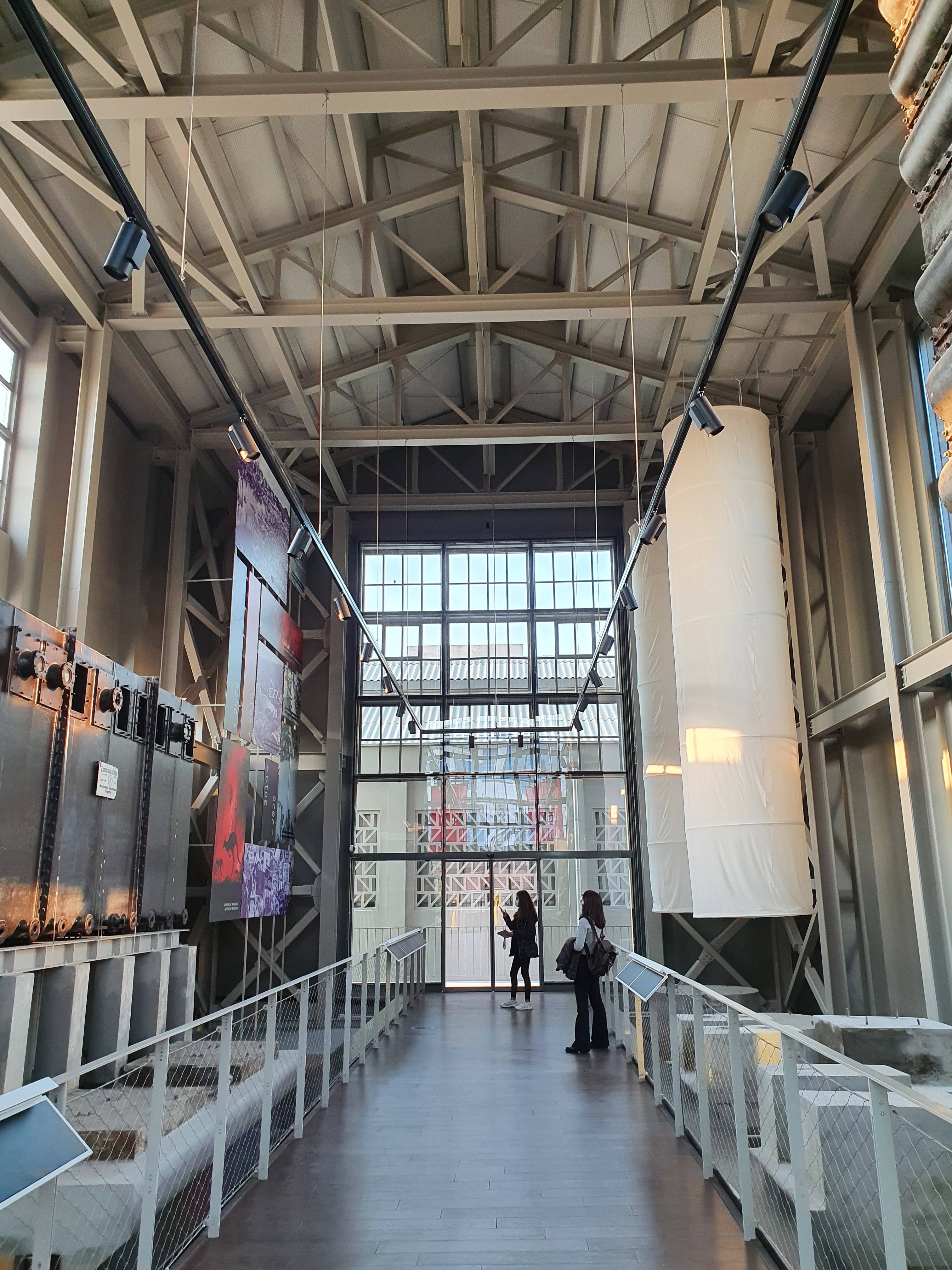
Vedere din interiorul muzeului
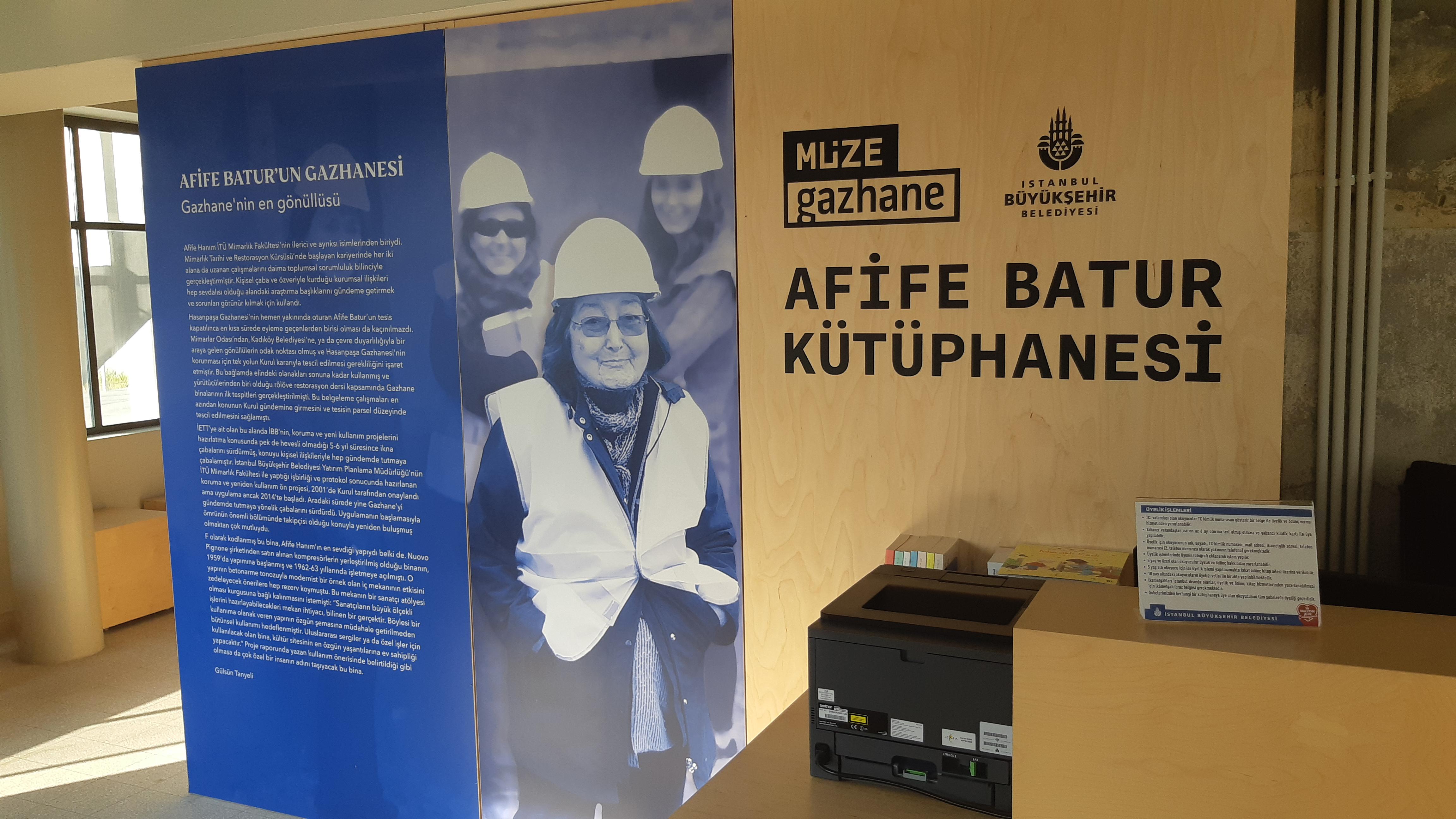
Biblioteca „Afife Batur”